# Johann Centurius von Hoffmannsegg
Johann Centurius, Graf von Hoffmannsegg (Rammenau, 23 augustus 1766 - Dresden, 13 december 1849) was een Duits botanicus, entomoloog en ornitholoog. Zijn officiële botanische auteursafkorting is Hoffmanns.
Hij was een zoon van rijke en vooraanstaande ouders. Zijn vader was in 1742 geadeld. Na de vroege dood van zijn ouders in 1780 erfde hij het kasteel van Rammenau evenals een domein in Dresden, met bijbehorende tuinen en plantenkwekerijen. Hoffmannsegg studeerde later in Leipzig, Göttingen en bij de entomoloog Johann Hellwig in Braunschweig. In 1794 verkocht hij het domein in Rammenau aan zijn zwager. Hij ondernam lange reizen in Europa waarvan hij uitgebreide verzamelingen planten en dieren meebracht. Hij bezocht zo onder meer Hongarije, Oostenrijk en Italië in 1795-1796, en Portugal van 1797 tot 1801 vergezeld van zijn begeleider Friedrich Wilhelm Sieber en van de natuuronderzoeker Heinrich Friedrich Link. Samen met Link schreef hij daarna het uitgebreide werk Flore Portugaise, met meer dan honderd gravures in kleur. Om aan die publicatie te werken ging hij in 1804 naar Berlijn. Het eerste van 22 delen van de kostbare Flore Portugaise verscheen in 1809. Zijn zoölogische collecties liet hij door Johann Illiger, een andere leerling van Hellwig, systematisch onderzoeken. Later schonk hij deze collecties aan het zoölogisch museum van Berlijn.
Hij zond zijn begeleider Friedrich Wilhelm Sieber naar Brazilië om daar planten en dieren te gaan verzamelen. Dat leidde onder meer tot de beschrijving van de grijze springaap, de baardsaki en de tamarins in 1807.
In 1816 keerde hij terug naar Dresden. Na de dood van zijn zuster kwam het goed Rammenau terug in zijn bezit. Hij nam het beheer van de "Gräfliche Hoffmannseggische Gärtnereien und Baumschulen" in Dresden en Rammenau opnieuw op en breidde ze uit. Met de verkoop van planten uit deze tuinen voorzag hij in zijn inkomen. Hij teelde er zowel inheemse als exotische soorten, waarbij hij uit zijn eigen omvangrijke verzameling kon putten.
Als eerbetoon heeft zijn vriend Antonio José Cavanilles het plantengeslacht Hoffmannseggia naar hem genoemd.